# 저녁 같이 드실래요?
《저녁 같이 드실래요》는 박시인 작가가 그린 대한민국의 웹툰이다.

## 줄거리
두 남녀가 만나 글자 그대로 '저녁'을 함께 먹는 이야기를 다루고 있으며, 밥만 먹는 사이로 규정한 두 사람이 점점 썸을 타기 시작이다.

## 등장 인물

### 주인공
- 우도희
- 김해경

### 도희 주변 인물
- 정재혁
- 도희 어머니
- 도희 아버지
- 성아
- 최형원

### 해경 주변 인물
- 최노을
- 해경 어머니
- 시윤
- 히로인[1]
- 지연
- 작가
- 한건우

## 에피소드 속 음식들
- 크림브릴레
- 스테이크
- 삼겹살
- 케이크
- 치킨과 맥주
- 햄버거
- 돈가스
- 회
- 우동
- 소갈비
- 육개장
- 샌드위치
- 꼬치와 맥주
- 딸기
- 도시락
- 김치찌개
- 도넛
- 파스타
- 떡볶이
- 보쌈
- 커피와 담배
- 순대국밥
- 고양이 통조림과 컵라면
- 된장찌개
- 나쵸와 맥주
- 커피와 베이글
- 웨딩뷔페
- 라떼
- 된장찌개
- 식사 없는 저녁
- 목살 스테이크
- 해경
- 마지막 식당

## 단행본
위즈덤하우스에서 나온 《저녁 같이 드실래요?》의 단행본은 3권으로 편집되어 나왔다.
- 《저녁 같이 드실래요?》 1권 ISBN 9788959139590
- 《저녁 같이 드실래요?》 2권 ISBN 9788959139606
- 《저녁 같이 드실래요?》 3권 ISBN 9788959139613

## 드라마화
- MBC 《저녁 같이 드실래요?》 (실사판, 2020년)